# 韓美林
韩美林（1936年12月26日—），男，山东济南人，中国书画家、美术家，第29屆奧運會的吉祥物福娃的设计者之一。

## 生平
1936年，出生于中华人民共和国山东省济南市。1948年，考入济南市立第一中学，三个月后辍学参加中国共产党的革命。1950年，参加中国人民解放军第三野战军二十四军教导团。
1960年，毕业于中央工艺美院，被分配到安徽轻工业局工艺美术室工作。
1966年，文化大革命期间被批斗，入狱四年，后下放在淮南陶磁厂劳动改造，并利用业余时间进行创作。1978年，调入安徽省美术家协会。
1979年，当选为中国美术家协会理事。
1986年，他被选为中国人民政治协商会议第六届全国委员会的代表。
1989年，他在台北的皇冠艺术中心举办了三次艺术展览。1991年至1994年，他在加拿大安大略省多伦多市举办了个人艺术展，随后又在马来西亚、香港和印度举办了艺术展。1999年，他在耶鲁大学演讲。

## 艺术展览
- 1980年 世界21个大城市
- 1989年 台北
- 1991年 加拿大
- 1992年-1994年 马来西亚、印度
- 1999年 中国美术馆

## 作品
- 以国画《患难小友》而出名。

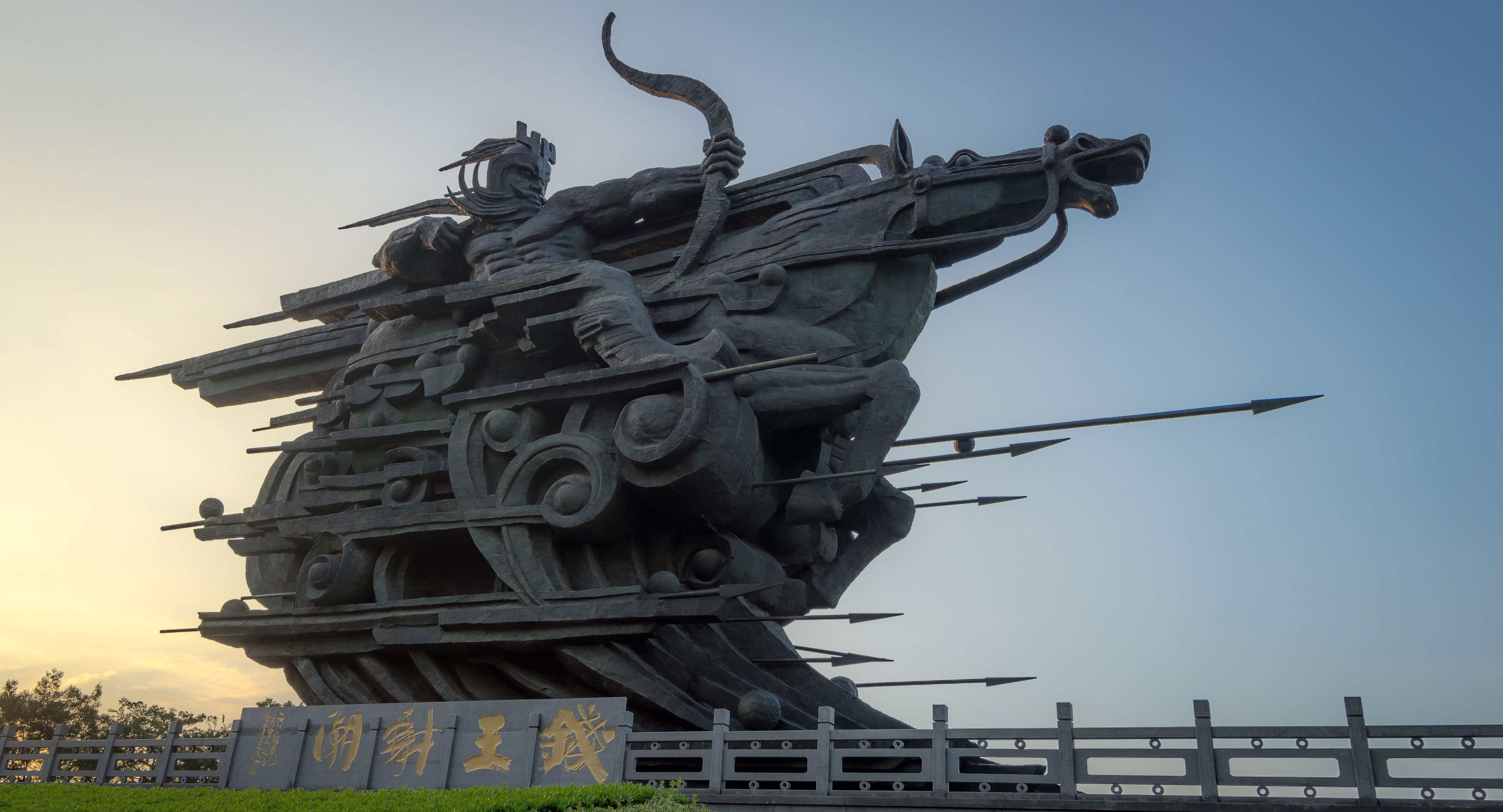
浙江省杭州市滨江区“钱王射潮”雕塑

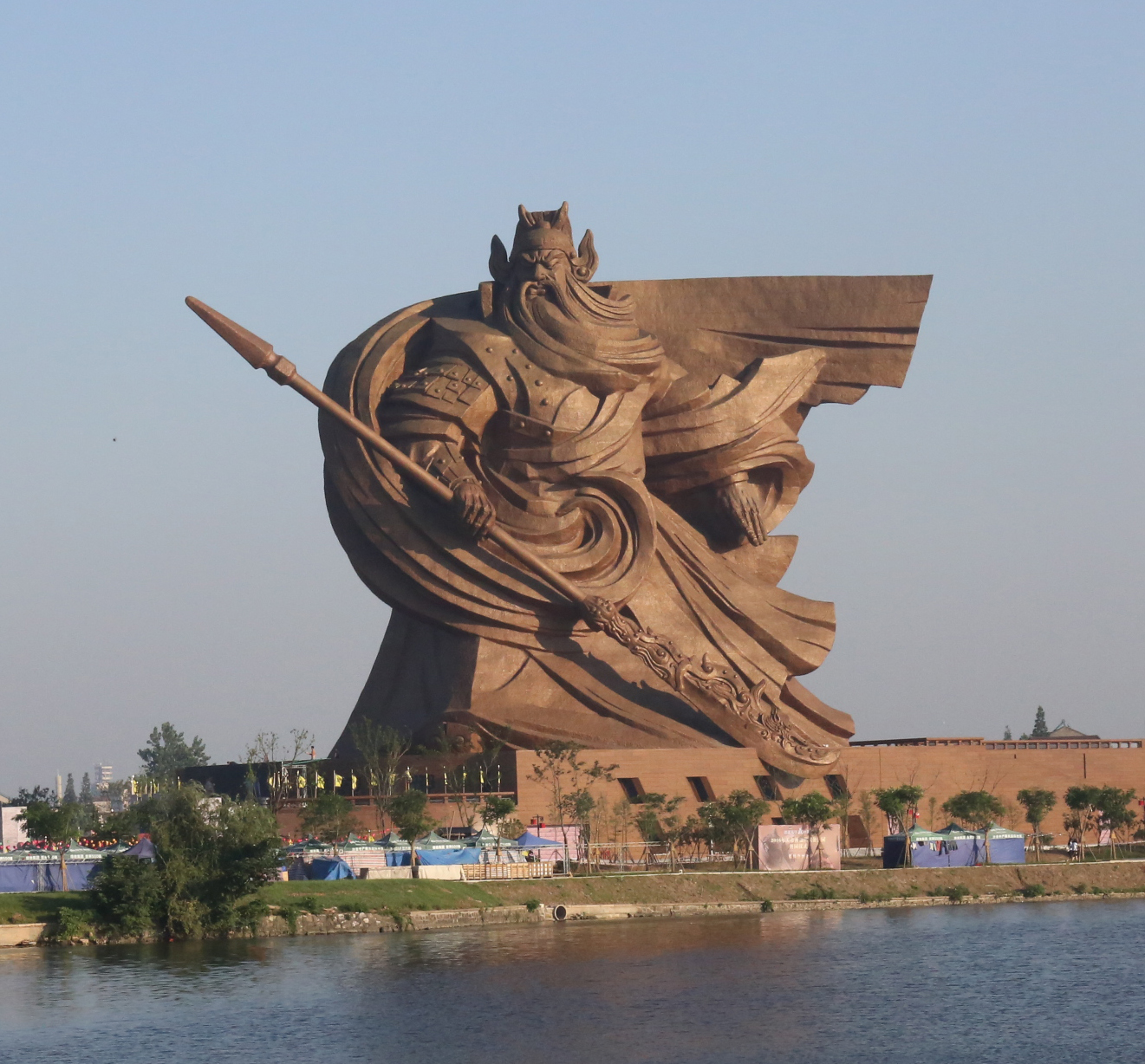
荆州区關公義園的关羽巨型铜像

- 为中国国际航空公司和中华海外联谊会设计标志。
- 邮票《猪》、《熊猫》，动画片设计《狐狸打猎人》，城市大型雕塑《金马骄嘶》、《腾飞》、《迎风长啸》、《鹰》、《天下第一牛》、《盖世金牛》、《骏马腾飞》、《五龙钟塔》、《祥瑞辐辏》等。出版《绘画基础知识》、《山花烂漫》、《纳天为画》、《造化在极》、《百智阁》、《美林画集》、《韩美林艺术作品集》等。
- 亦为2016年中国中央电视台春节联欢晚会设计吉祥物“康康”的头型。
- 在2023癸卯兔年[5]与2024甲辰龙年[6]为瑞幸咖啡设计了物料。

## 著作
韓美林著作有畫冊、畫集、雕塑集、書法、散文、藝術論等數十種：
- 《繪圖基本知識》
- 《山花爛漫》
- 《韓美林作品集》
- 《尚在人間》
- 《百雞圖》
- 《納天為畫》
- 《造化無極》
- 《韓美林鐵筆線描集》
- 《百智圖》
- 《閑言碎語》散文集
- 《貓頭鷹百態》
- 《韓美林——瘦骨猶自帶銅聲》
- 《韓美林自選雕塑集》
- 《韓美林自述集》散文集
- 《天書》
- 《韓美林人體繪畫集》
- 《韓美林散文》
- 《豆蔻梢頭－－韓美林人體藝術作品集》
- 《咽山嚼水》韓美林山水畫集
- 《良弓在手》
- 《韓美林法書‧草書》
- 《韓美林法書‧出師表》
- 《磨杵鑄硯‧韓美林書法課徒手稿》
- 《韓美林藝術研究》
- 《韓美林工作室》
- 《韓美林藝術新論》

## 荣誉

### 外国勋章奖章
- 宝冠文化勋章（韩国，2018年10月24日于韩国国立现代美术馆首尔馆颁发[7][8]）